# 폭기
폭기(aeration, aerification, 또는 aeriation)는 공기를 액체 또는 기타 유체(예: 흙)에 통과시키거나, 혼합하거나, 용해시키는 과정이다. 폭기 과정은 혼합물에 추가적인 표면적을 생성하여 더 큰 화학 반응이나 현탁 반응이 일어나도록 한다.

## 액체의 폭기

### 방법
액체(보통 물)의 폭기는 다음 방법을 통해 이루어진다:
- 벤투리관, 폭기 터빈 또는 압축공기를 이용해 액체를 통해 공기를 통과시키는 것으로, 이는 확산기(들), 에어 스톤(들), 미세 기포 확산기, 굵은 기포 확산기 또는 선형 폭기 튜브와 결합될 수 있다. 도자기는 이러한 목적에 적합하며, 종종 다공성 도자기를 통해 미세한 공기 또는 가스 기포를 액체로 분산시키는 것을 포함한다. 기포가 작을수록 액체에 노출되는 가스가 많아져 가스 전달 효율이 증가한다. 확산기 또는 스파저는 필요에 따라 난류나 혼합을 일으키도록 시스템에 설계될 수도 있다.

다공성 도자기 확산기는 자기 결합재를 사용하여 알루미늄 산화물 입자를 융합하여 강하고 균일하게 다공성이며 균질한 구조를 형성함으로써 만들어진다. 본래 친수성 물질은 쉽게 젖어 미세하고 균일한 기포를 생성한다.
주어진 부피의 공기나 액체에서 겉넓이는 방울이나 기포의 크기에 비례하여 변하며, 바로 이 표면적에서 교환이 일어날 수 있다. 극도로 작은 기포나 방울을 사용하면 더 높은 접촉 겉넓이 때문에 기체 전달 속도(폭기)가 증가한다. 이러한 기포가 통과하는 기공은 일반적으로 미크론 크기이다.

### 액체 폭기의 용도

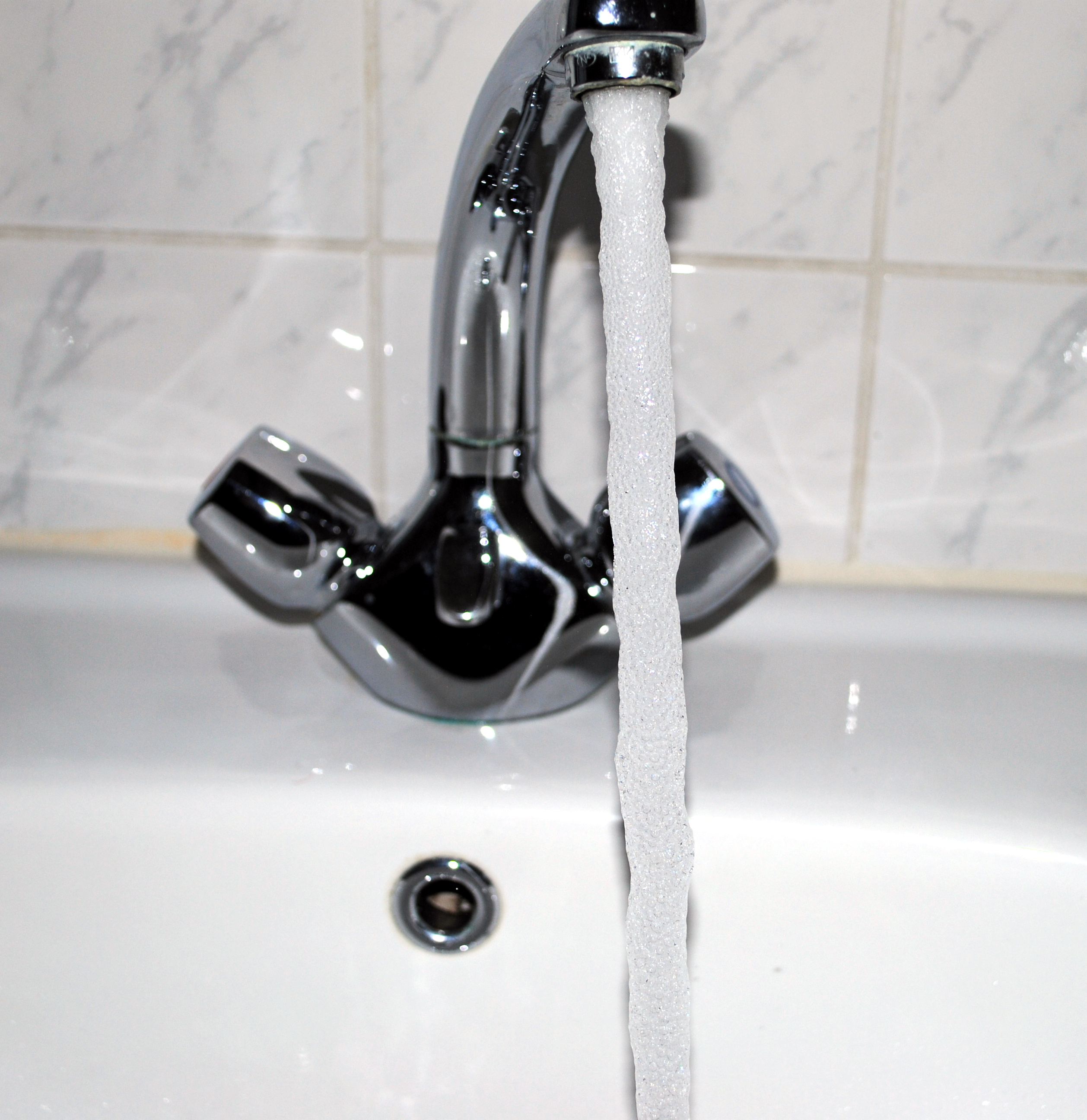
폭기된 수돗물

- 수도꼭지에서 수돗물의 흐름을 부드럽게(평활하게) 만드는 것.
- 음용을 위한 탄산수 또는 콜라 생산.
- 폭기 혼합기/확산기를 사용한 하수 또는 산업 폐수 처리의 2차 처리.[2][3]
- 어항 물고기 또는 양어장과 같은 동물을 수용하는 데 사용되는 물의 산소 함량을 증가시키는 것.
- 효모가 증식하고 발효를 시작하도록 맥아즙(발효되지 않은 맥주) 또는 머스트(발효되지 않은 와인)의 산소 함량을 증가시키는 것.
- 이산화 탄소 또는 염소 (원소)와 같은 다른 용해된 가스를 제거하는 것.[4]
- 화학에서 물에 용해되거나 현탁된 화합물을 산화시키는 것.
- 연못 폭기.

## 음식에서의 폭기
음식 품목에 공기가 흡수되는 과정을 말한다. 이것은 케이크와 빵의 가벼움, 즉 그들이 포함하는 기공의 종류로 측정되는 가벼움과 공기 방울이 통합된 일부 소스의 색상과 질감을 말한다.
포도주 시음에서 와인을 폭기하고 향을 끌어내기 위해 다양한 방법이 사용된다. 여기에는 잔에서 와인을 돌리는 것, 공기 노출을 늘리기 위해 디캔터를 사용하는 것, 또는 특수 와인 폭기기를 사용하는 것이 포함된다.
아스투리아스주의 사이다는 폭기를 증가시키기 위해 약 1미터 높이에서 잔으로 부어진다 (el escanciado).

## 같이 보기
- 용존 산소의 윙클러 테스트